# 30 thermidor
30 messidor 30 fructidor
Le décadi 30 thermidor, officiellement dénommé jour du moulin, est le 330e jour de l'année du calendrier républicain.
C'était généralement le 17e jour du mois d'août dans le calendrier grégorien.

## Événements
- An II : 17 août 1794.
  - Combat de Saint-Jean-Brévelay[1].
- An VIII : 18 août 1800.
  - Conclusion d'un armistice entre la république française et la régence d'Alger[2],[3].